# Regionalbibliografie
Als Regionalbibliografie versteht man die systematische bibliografische Erfassung der Publikationen (vorrangig Bücher und Aufsätze) über eine Region.

## Landesbibliographien
Eine in Deutschland verbreitete Ausprägung sind Landesbibliographien, die sich meist auf ein deutsches Bundesland beziehen, während Regionalbibliographien für Teile eines Bundeslandes oder sogar grenzübergreifend (beispielsweise die Bodenseebibliographie) erstellt werden.
Während die traditionellen Landesbibliographien sehr stark historisch orientiert waren, strebt man heute die Verzeichnung des gesamten landeskundlichen Schrifttums an. In einzelnen Bundesländern erfasst man sogar Zeitungsaufsätze. Üblicherweise waren die gedruckten Landesbibliographien dreigeteilt: Allgemeine Literatur, Ortsliteratur und Personenliteratur.
In Deutschland trat die Arbeitsgruppe Regionalbibliographie, in der alle deutschen Landesbibliographien vertreten sind, 1983 als eigener Kreis von Spezialisten innerhalb der Arbeitsgemeinschaft der Regionalbibliotheken zusammen. Diese Arbeitsgruppe koordiniert die Arbeit der einzelnen, an den Regionalbibliotheken angesiedelten Arbeitsstellen mit dem Ziel einer größeren bibliographischen Einheitlichkeit. Seit Sommer 2001 bietet sie mit der Virtuellen Deutschen Landesbibliographie eine ausgezeichnete übergreifende Suchmöglichkeit für unselbständige Literatur mit einem regionalen oder lokalen deutschen Bezug.

## Beispiele
- Landesbibliographie Baden-Württemberg
- Bayerische Bibliographie
- Hessische Bibliographie
- Landesbibliographie Mecklenburg-Vorpommern
- Niedersächsische Bibliographie (mit Bremen)
- Nordrhein-Westfälische Bibliographie
- Rheinland-Pfälzische Bibliographie
- Saarländische Bibliographie
- Sächsische Bibliographie